# Museo TEMPO
Il Museo TEMPO (Museo civico del Tessuto, dell'Emigrante e della Medicina Popolare), sito a Canicattini Bagni, provincia di Siracusa, è un museo etnoantropologico che racconta la vita, i fenomeni e gli aspetti peculiari della cultura popolare iblea. Fa parte della rete dell'Ecomuseo degli Iblei.

## Storia
Il centro nasce dall'iniziativa privata di studiosi interessati al fenomeno migratorio che si sviluppò dagli inizi del XX secolo fino agli anni seguenti al dopoguerra, nei paesi della Sicilia tra cui Canicattini Bagni. Nel 2000, in una casa costruita negli anni venti da artigiani locali con i risparmi del proprietario emigrante in America, la descrizione del fenomeno migratorio prende corpo e si fa documentazione. Nasce la "Casa dell'Emigrante" e anche il "Museo del Tessuto" , perché si arricchisce di una esposizione di tessuti, coperte e abiti di fine Ottocento e inizi Novecento lavorati al telaio.
Nel 2012 diventa Museo Civico, in quanto l'Amministrazione comunale, conscia del patrimonio accumulato nel tempo e dell'interesse da parte dei visitatori della cittadina liberty, anche degli studi del fenomeno migratorio, degli antichi mestieri, delle tradizioni popolari degli Iblei, affida agli allestitori la gestione dei locali dell'ex orfanotrofio "Emanuele Cassarino", sito nella piazza centrale del paese.

## Sede
Il Museo TEMPO di Canicattini Bagni trova sede in un palazzo situato nel cuore del centro storico. Costruzione ottocentesca di stile classico, il palazzo è appartenuto ai coniugi Emanuele Cassarino e Brigida Carpinteri, esponenti della borghesia cittadina. Il Cassarino era infatti farmacista e protagonista della vita politica canicattinese, dove ricoprì anche la carica di Sindaco. Emanuele Cassarino si dimostrò un benefattore per la sua città poiché alla sua morte, avvenuta nel 1914, lasciò come volontà testamentaria che il suo palazzo diventasse un'Opera Pia dove accogliere le ragazze rimaste orfane. Il palazzo, che nei primi anni fu adibito a ricovero per ammalati, è stato, in seguito, fino alla fine degli anni '90, sede dell'Istituto delle Suore del Sacro Cuore. Con la cessazione dell'attività delle suore, è stato acquisito dal Comune e ristrutturato con i fondi della programmazione europea 2007/13 per essere adibito a sede museale.

## Collezioni
L'allestimento museale è articolato in tre sezioni: Tessuto, Emigrazione e Medicina popolare.

### Sezione "Tessuto"

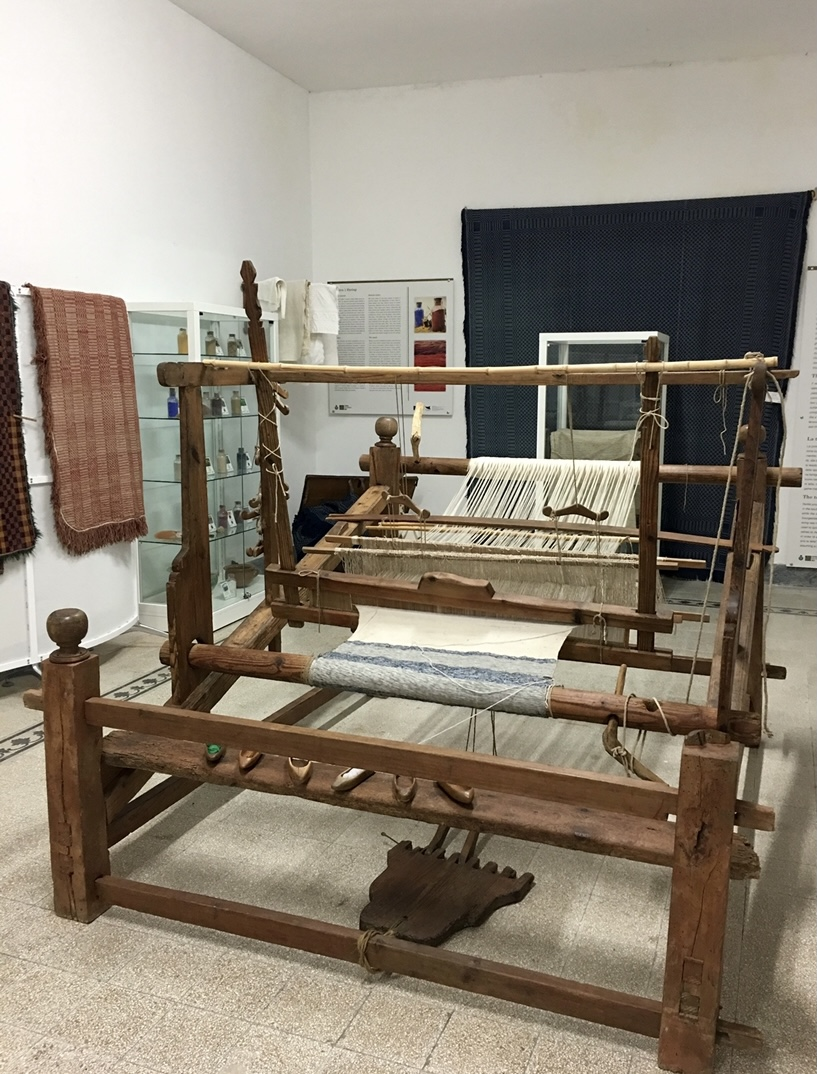
Telaio nel Museo Civico TEMPO

La sezione dedicata al tessuto propone ambienti nei quali sono esposti manufatti del tardo ‘800 relativi alla cultura della civiltà contadina iblea, tra cui la più significativa è la cutra ammurgata, coperta bianca di cotone tessuta al telaio, con frange macramè o realizzate all'uncinetto, usata per le festività e per il giorno del matrimonio. Presenta motivi decorativi in rilievo che rappresentano forme geometriche antropomorfe e zoomorfe.  Sono esposte anche le frazzate, coperte matrimoniali in cotone realizzate al telaio. Tra le teche espositive della sala, si trova un angolo dedicato alle piante tintorie che trovavano un uso anche nella medicina popolare e nella fitoalimurgia. Nella sala  sono esposti pesetti da telaio risalenti al Neolitico e occupa un posto centrale un telaio dell'800, poiché è stato rilevante per l'economia dell'Altopiano ibleo e serviva per la realizzazione del corredo della sposa.

### Sezione "Emigrazione"

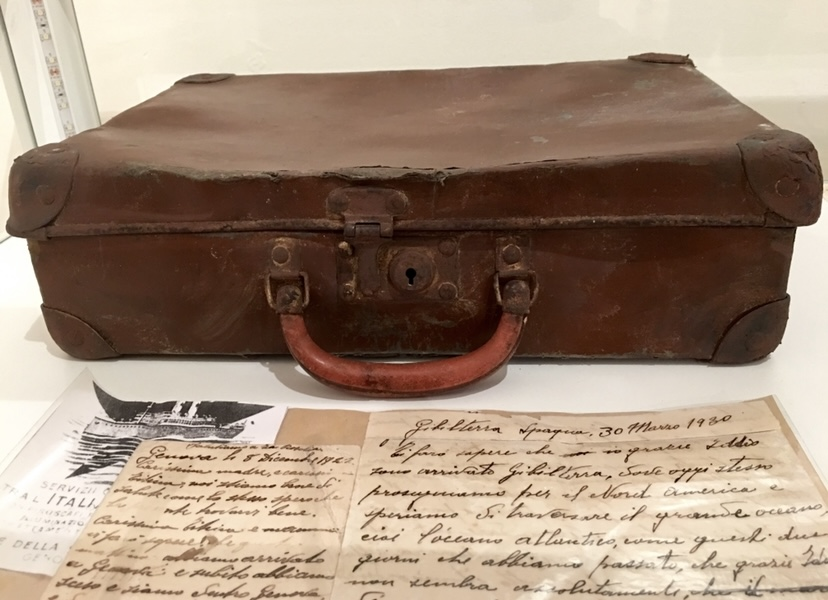
Valigia di cartone

La sezione espositiva, corredata da strumenti di ricerca come inventari e documenti dell'archivio storico del comune di Canicattini Bagni, consultabili nella biblioteca multimediale, racconta attraverso un carteggio epistolare di emigranti che, una volta sbarcati nel nuovo Mondo, si sono trovati catapultati in una dimensione del tutto diversa da quella che avevano lasciato in patria. Le abitudini e i ritmi delle grandi città americane, come Hartford, erano infatti differenti da quelli dei piccoli centri rurali di provenienza. I primi soldi guadagnati venivano subito spediti ai familiari per provvedere ai tanti fabbisogni quotidiani e per apportare migliorie alla casa, o costruirne una nuova con decorazioni liberty, che avrebbe testimoniato il benessere raggiunto. Vi sono inoltre esposte valigie di cartone, unico bene che l'emigrante portava con sé nel suo lungo viaggio per inseguire il sogno americano. In una delle sale vi è infatti ricostruito, attraverso oggetti d'epoca, tra cui il carretto, usato per giungere al luogo di imbarco, il momento della partenza.

#### Storie di emigranti
Conrad Gozzo nasce il 6 febbraio del 1922 a New Britain, da Salvatore, un canicattinese emigrato negli USA nel 1912. Sin da bambino Conrad mostra il suo interesse per la musica ed in particolar modo per la tromba, trasmessogli dal padre, a dimostrazione della sua provenienza da una città ricca di una vasta e radicata cultura musicale. Negli anni ‘40 Gozzo entra in contatto con i musicisti Isham Jones Benny Goodman e nel 1947 si trasferisce a Hollywood, dove comincia a lavorare presso studi di registrazione, programmi radiofonici e televisivi, oltre ad impegnarsi nella registrazione delle colonne sonore di importanti film, come "The Glenn Miller Story", "Ben – Hur", "Cleopatra", e diventa amico del compositore Henry Mancini e del cantante Frank Sinatra. “The Goz” o “Goz the Great”, come veniva chiamato, si distinse per il suono ampio e potente tanto da essere indicato come colui che ha assegnato un ruolo alla prima tromba nella musica jazz. Muore improvvisamente l'8 ottobre del 1964 a Los Angeles, a soli 42 anni. Riposa nel cimitero “Fort Rosecrans” di San Diego, in California.

##### Le lettere degli emigranti

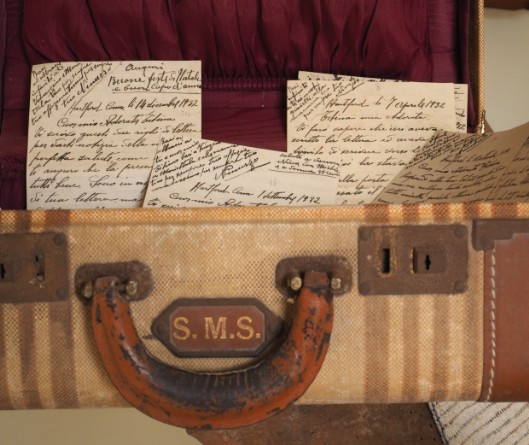
Valigia con lettere degli emigranti

Le lettere raccontano la partenza degli emigranti dai porti di Messina, Palermo e Napoli, il viaggio in terza classe, e ciò che avveniva a Ellis Island, nella Little Italy di Manhattan, a Rochester e a Chicago; espongono la vita delle comunità siciliane negli Stati Uniti, illustrando l'operato delle Società di Mutuo Soccorso che aiutavano gli emigranti ad inserirsi e a trovare lavoro nella società americana. Completano i carteggi anche cartoline dei luoghi cittadini, foto di emigranti arricchiti e manifesti pubblicitari delle botteghe italiane presenti a Hartford. In particolare ci sono oggetti dell'emigrante Uccello Corrado che, da calzolaio, aprì a Hartford un'attività dal nome “Scarpe all'italiana”.

### Sezione "Medicina popolare"

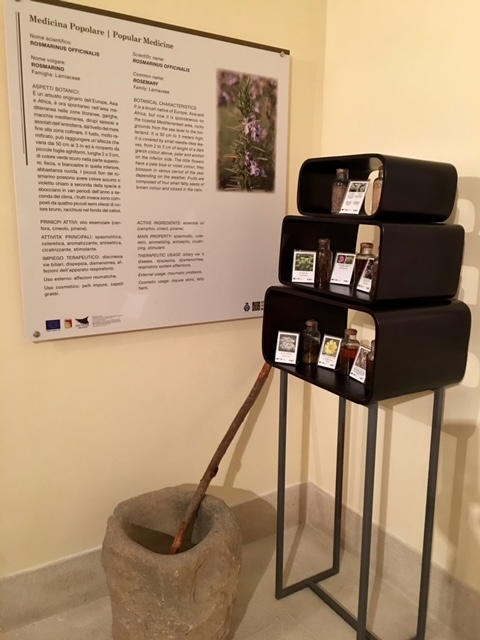
Rimedi dell'Aromatiere

La sezione sulla medicina popolare presenta un allestimento dedicato alle piante officinali, con pannelli esplicativi di carattere scientifico – botanico. Propone  ricette e rimedi degli aromatieri e degli speziali che anticamente curavano le malattie utilizzando i principi attivi delle piante spontanee della macchia mediterranea.  In una delle sale sono raffigurate due figure significative della medicina popolare: u ciaraulu e a majara. Il primo era un guaritore legato al culto di san Paolo che, nel 61 d.C., giunse a Siracusa e predicò nell'altopiano ibleo. Secondo Luca, negli Atti degli Apostoli, racconta che San Paolo recatosi a Malta per predicare, fu morso da una vipera senza riportare alcun danno. L'avvenimento miracoloso originò la credenza che chiunque fosse nato la notte della conversione di San Paolo, potesse maneggiare rettili velenosi e guarirne i morsi. La majara praticava anche la terapia del cogghiri u suli, seguendo questo rituale: prima dello spuntare o al calar del sole, disponeva sulla testa del paziente un fazzoletto rosso, poi vi poggiava un piatto con dell'acqua e faceva il segno della croce con del sale, quindi vi versava delle gocce d'olio. Il rito si ripeteva per tre giorni di seguito. La seconda sala è quella dedicata all'aromatiere dove sono esposti olioliti, acetoliti ed enoliti: rimedi naturali per guarire da ogni tipo di disturbo fisico e psichico, tra cui una vera panacea era ritenuta  la teriaca, composta da carne di vipera, angelica, incenso, timo, tarassaco e molte altre piante officinali.